# ویکی کار
ویکی کار (انگلیسی: Vikki Carr؛ زادهٔ ۱۹ ژوئیهٔ ۱۹۴۱) یک موسیقی‌دان اهل ایالات متحده آمریکا است. وی از سال ۱۹۶۲ میلادی تاکنون مشغول فعالیت بوده‌است.